# Leontina Văduva
Leontina Văduva (numele la naștere Liliana Ciobanu, n. 1 decembrie 1960, Roșiile, județul Vâlcea) este o soprană stabilită în Franța, căsătorită cu Robert Saltz.

## Scurtă biografie
Născută în satul Roșiile din județul Vâlcea, Leontina Văduva este fiica cântăreței de muzică populară Maria Ciobanu.
A studiat la Conservatorul de Artă din București cu Ileana Cotrubaș, debutând în 1987 în rolul lui Manon din opera Manon de Jules Massenet pe scena Teatrului Capitol din Toulouse, în Franța. Ca una dintre cei care a primit Premiul de Operă Laurence Olivier (în engleză, Laurence Olivier Opera Award), Leontina Văduva a cântat adesea la Covent Garden, în Rigoletto (cu Ingvar Wixell și Jerry Hadley, 1989), Carmen (ca Micaëla,  în 1991 și 1994) și Romeo și Julieta (1994).
În anul 2000, Văduva a apărut pe scena cunoscutei Metropolitan Opera, pentru o serie de șase spectacole în La bohème (ca Mimì, cu Luis Lima). Soprana a cântat pe multe alte scene mari ale lumii, în orașele Buenos Aires, Barcelona, Köln, Paris, Viena și altele.

## Discografie
Discografia ei înclude lucrări precum Rigoletto (1993), Les Contes d'Hoffmann (în rolul Antonia, alături de Roberto Alagna, dirijor Kent Nagano, 1994-96), La bohème (alături de Alagna, dirijor Antonio Pappano, 1995) și un album de arii de operă, sub bagheta lui Plácido Domingo (1997).  Notabilă este și o înregistrare video pe suport DVD a operei Romeo și Julieta, din nou cu Roberto Alagna, dirijată de Charles Mackerras, în regia lui Nicolas Joël (1994).